# Guillem I de Provença
Guillem I de Provença conegut com l'Alliberador (vers 957 - 993), comte de Provença i Arle (968-993).

## Orígens familiars
Fill de Bosó II d'Arle, comte d'Arle i de Constança de Viena. Era rebesnet per part de mare de Bosó d'Arle, rei de Provença. Va ser, de manera successiva, comte d'Avinyó (962), comte de Provença (972), marquès de la Provença arlesiana (979) i príncep de tota Provença (991). A causa de l'existència del seu oncle Guillem d'Avinyó (germà del seu pare), també és anomenat Guillem II.

## Biografia

### Els seus primers anys
Guillem i el seu germà gran Ratbold I de Provença van succeir el seu pare Bosó II d'Arle i l'oncle, anomenat també Guillem, entre 962 i 966/968. El comtat de Provença els pertanyia en indivisió, però de fet Guillem fou comte a Avinyó i Ratbold a Arle, seguint la divisió efectuada a la generació precedent entre els seus pare i oncle. Es va casar entre 968 i l'abril de 970 amb Arsenda de Commenge, filla d'Arnau, comte de Comenge, i d'Arsenda de Carcassona. Si Arsenda, la seva primera esposa, ha estat de vegades confosa amb Adelaida, la segona muller, de manera que només se li atribuïa una sola esposa, la controvèrsia ja està avui dia acabada. D'aquesta primera unió haurien nascut:
- Odila de Provença, dita Odila de Niça (vers 976-1032)
- Guillem II de Provença (vers 981-30 de maig de 1018).[5]

### L'alliberament de Provença i les seves conseqüències
En resposta al segrest de l'abat Maiol de Cluny el juliol del 972 per les bandes de sarraïns instal·lades al massís dels Moros des de la fi del segle ix, el comte Guillem i el seu germà Ratbold van assumir el comandament de les forces provençals, a les quals es van sumar les tropes d'Arduí Glaber, comte de Torí. Acorralaren els sarraïns (alguns centenars d'homes com a molt) i els van vèncer en la batalla de Tourtour el 973, i tot seguit els van expulsar de Provença. Aquesta campanya militar contra els sarraïns, conduïda sense les tropes de Conrad III de Borgonya, emmascara de fet un avanç des de la noblesa local i les comunitats urbanes i pageses, que havien refusat fins llavors la mutació feudal, cap al poder comtal. Permeté a Guillem obtenir la sobirania feudal de Provença i, amb el consentiment reial, de controlar el fisc de la regió.
Va distribuir les terres conquerides entre els seus vassalls, va arbitrar les diferències i va crear així la feudalitat provençal. Amb Isarn, bisbe de Grenoble, va intentar repoblar el Delfinat i va autoritzar un comte italià anomenat Ugo Blavia a establir-se prop de Frejús al començament dels anys 970 per posar aquelles terres en conreu.

### El seu govern i la seva fama
Com el seu pare Bosó, Guillem es va fer aconsellar per un vescomte, que des de 977 l'acompanyava en tots els desplaçaments, i es va recolzar en un grup important de jutges per impartir justícia. Esdevingut marquès de Provença el 979, es va instal·lar a Arle al començament dels anys 980. Després de morir la seva primera esposa, Arsenda de Commenge (vers 950-983), es va casar el 984, en aquella ciutat, contra l'opinió del papa, amb Adelaida d'Anjou, que s'acabava de separar del seu espòs, el futur rei de França Lluís V. La parella hauria tingut dos fills:
- Constància d'Arle (986- 1032), reina de França pel seu matrimoni amb Robert II cap a l'any 1000.

- I una altra filla, Ermengarda d'Arle, la filiació de la qual és més discutida,[11] i que es va casar amb Robert I d'Alvèrnia.

Per tot això, fou un personatge important en les cròniques de Raül Glaber, que el tracta de duc, i apareix en una carta de 992 amb el nom de pater patriae.

### La fi de la seva vida
Al final de la seva vida, Guillem va esdevenir molt pietós i va restituir nombrosos béns al poder temporal de l'Església. Ja el 991, a petició del bisbe de Fréjus, Riculf, que va implorar a Arle davant el príncep la restitució dels antics dominis del bisbat, Guillem va accedir a aquesta petició i li va atorgar la meitat de Frejús i el poble de Puget.
El 992 va donar igualment importants dominis a la Camarga al monestir de Sant Joan d'Arle.
El 993, sentint-se morir a la ciutat d'Avignon, de la qual havia estat el comte, va prendre l'hàbit de monjo i va apel·lar a l'abat Maiol per alleujar la seva ànima. Va fer restitucions i ofrenes a l'abadia de Cluny i, envoltat per molts dels seus subjectes, va traspassar en aquesta ciutat, poc després del 29 d'agost del 993. Abans de morir, va fer el vot de ser inhumat a Sarrian, prop de Carpentràs, en el priorat en curs de construcció a la vil·la oferta a l'abadia borgonyona.
El succeí el seu fill Guillem II de Provença.